# Tachara
Il Tachara, o castello Tachar, noto anche come Palazzo di Dario il Grande, fu l'esclusivo palazzo di Dario I a Persepoli, oggi Marvdasht in Iran. Si trova a circa 70 km a nord-est della moderna città di Shiraz nella provincia del Fars.

## Storia
Era uno degli edifici del complesso di Persepoli, ed era realizzato in pietra grigia. La sua costruzione venne ordinata da Dario I ma solo una piccola parte dell'edificio venne realizzata sotto il suo regno. Venne completato dopo la morte di Dario I, nel 486, da suo figlio e successore, Serse I, che lo chiamò Taçara, tradotto come "palazzo d'inverno" in antico persiano. Venne poi usato da Artaserse I. Le sue rovine si trovano immediatamente a sud dell'Apadana.
Lo Tachara, ha una superficie di 1 160 m², ed è il più piccolo dei palazzi di Persepoli. La sua sala principale misura 15,15x15,42 metri con tre file di quattro colonne.

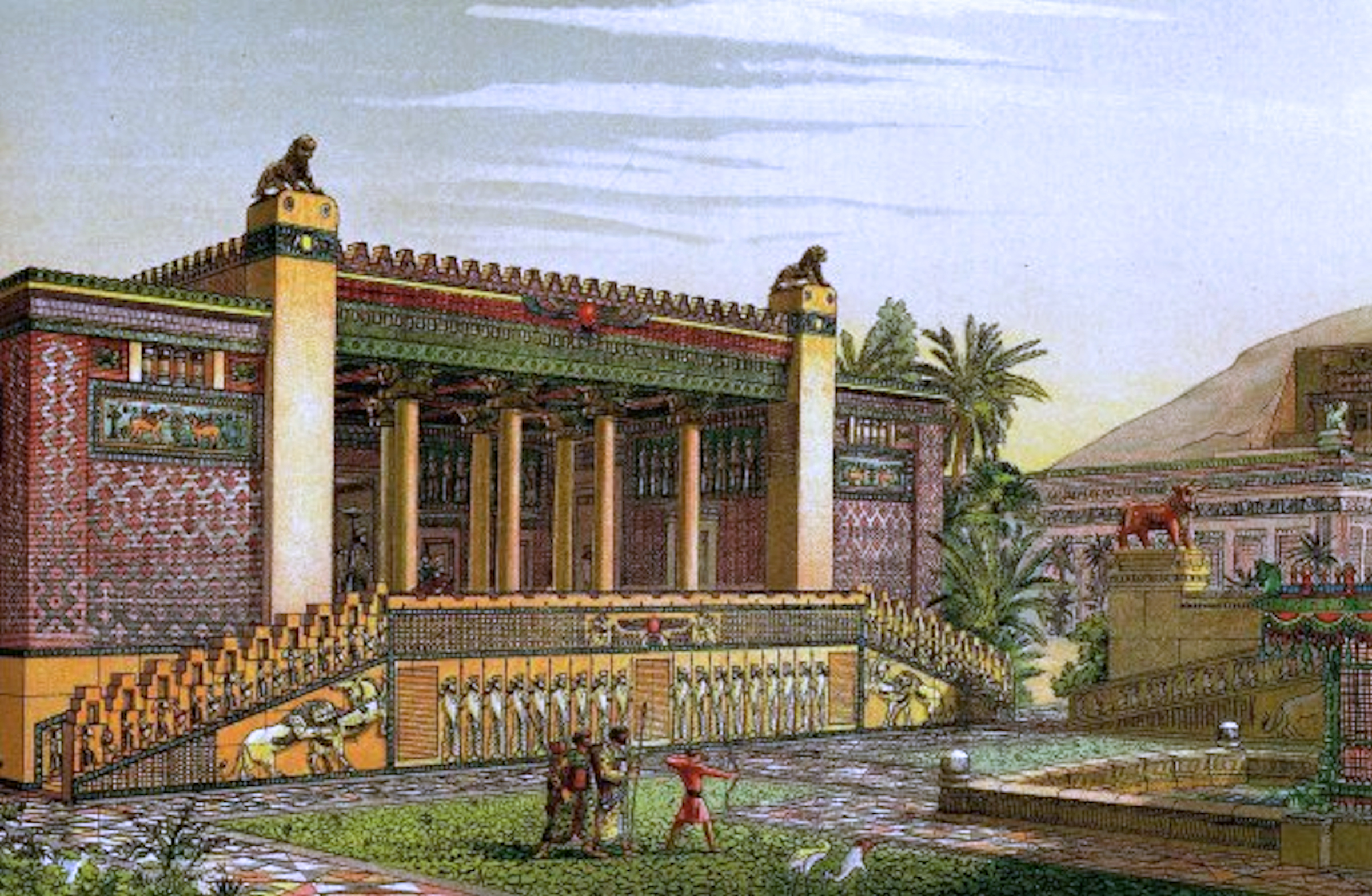
I giardini all'esterno del Tachara, dipinti da Charles Chipiez

Come molte altre parti di Persepoli, il Tachara ha bassorilievi di dignitari di altre nazioni che recano tributi all'imperatore. Questo palazzo fu una delle poche strutture che si salvarono dalla distruzione nella combustione del complesso ad opera dell'esercito di Alessandro Magno.
Il Tachara si trova alle spalle dell'Apadana, ed è orientato verso sud. La funzione dell'edificio, tuttavia, è stata più cerimoniale che residenziale. Dopo il completamento, venne utilizzato in combinazione con le precedenti scale di accesso orientate a sud, come il Nowruz, fino a quando gli altri edifici di Persepoli non furono terminati, che comprendeva una unione provvisoria con l'Apadana, la Sala del Trono, e un sala per banchetti.
Come prima delle strutture costruite sul terrazzo, il Tachara venne costruito con pietre di pregio. Le superfici erano quasi completamente nere e brillanti. Questo trattamento superficiale combinato con la pietra di alta qualità è la ragione per cui questo è il più integro di tutti gli edifici che compongono le rovine di Persepoli oggi. Anche se le sue pareti, in blocchi di fango, si sono completamente disgregrate, gli enormi blocchi di pietra dei telai delle porte e delle finestre sono rimasti integri. Una finestra misura 2,65 x 2,65 x 1,70 metri, ricavata da un unico blocco di pietra, pesava 18 tonnellate. Il telaio della porta è stato ricavata da tre monoliti separati e pesava 75 tonnellate.
L'orgoglio di Dario il Grande per la superba maestria della costruzione, è evidente dal fatto che ordinò di realizzare la seguente iscrizione su tutte le 18 nicchie e cornici delle finestre: Telai di pietra, realizzati per il Palazzo di re Dario.

## Galleria d'immagini

Panorama
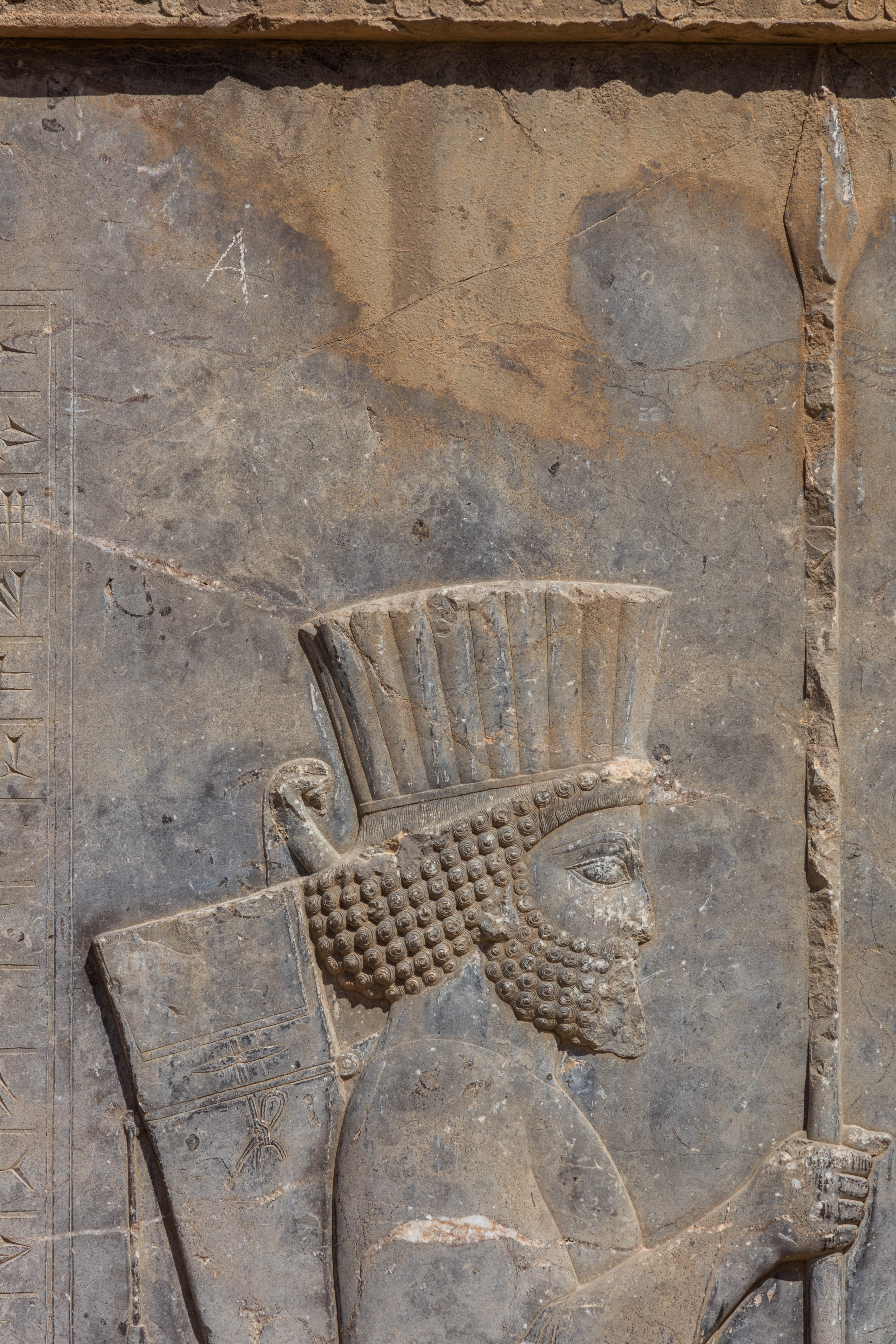
Dettaglio
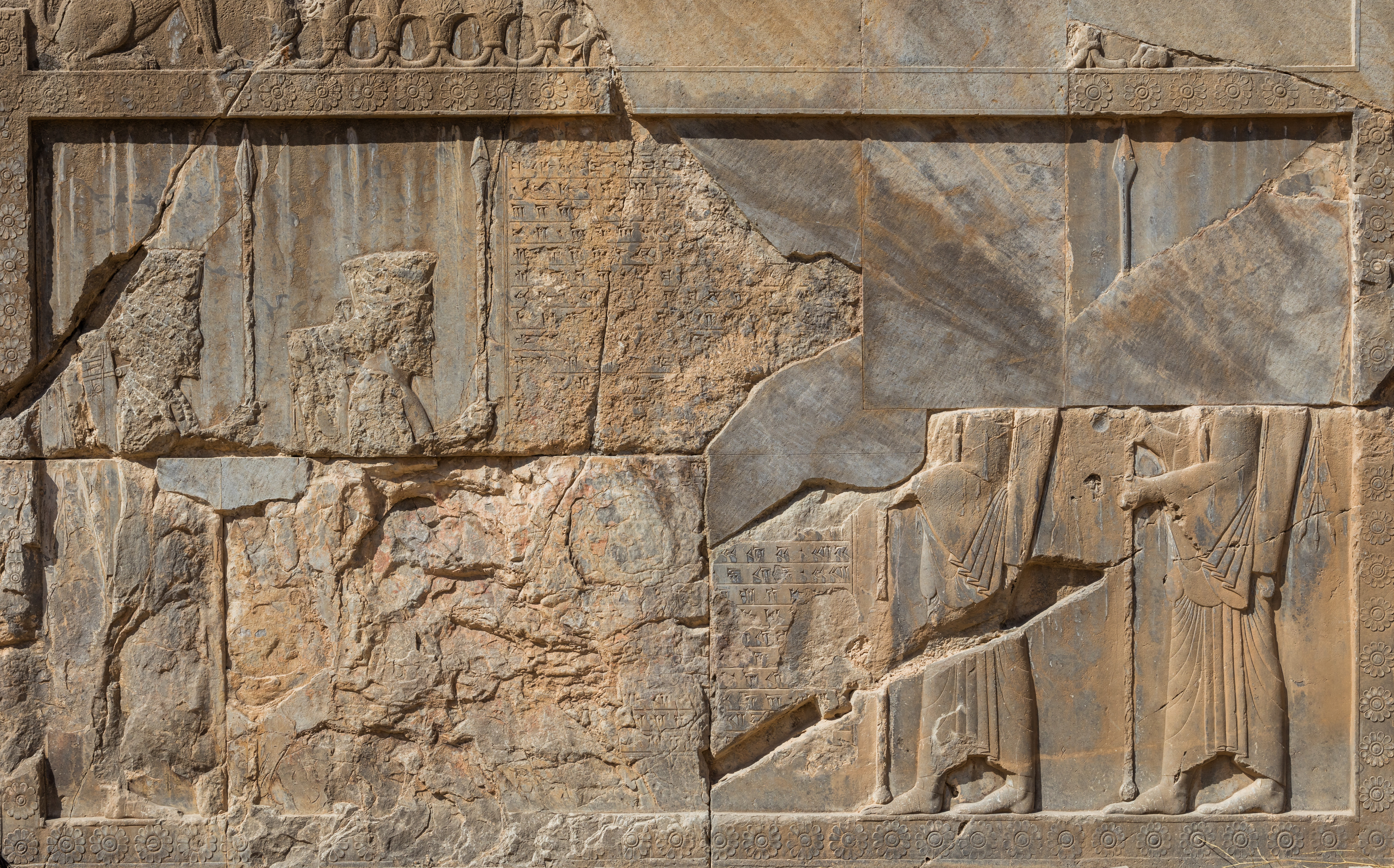
Dettaglio